# ألفريد سكروبيش
ألفريد سكروبيش (19 نوفمبر 1913 – 5 نوفمبر 1991) هو مبارز بالسيف من الولايات المتحدة راحل، مثّل بلاده في الألعاب الأولمبية الصيفية 1952.

## روابط خارجية
ألفريد سكروبيش على موقع أوليمبيديا (الإنجليزية)